# البرتو گارسیا (بازیکن فوتبال اسپانیایی)
البرتو گارسیا (انگلیسی: Alberto García؛ زادهٔ ۹ فوریهٔ ۱۹۸۵) بازیکن فوتبال اهل اسپانیا است.
از باشگاه‌هایی که در آن بازی کرده‌است می‌توان به باشگاه فوتبال رایو وایکانو، باشگاه فوتبال رئال مورسیا، باشگاه فوتبال کوردوبا، باشگاه فوتبال اسپورتینگ خیخون، و باشگاه فوتبال بارسلونا اشاره کرد.